# LM-68M
LM-68M (71-68M) – czteroosiowy wagon tramwajowy produkcji radzieckich zakładów PTMZ. LM jest skrótem od «Ленинградский Моторный» (Leningradzkij Motornyj). LM68M jest wersją rozwojową wozu typu LM-68. Produkcja seryjna rozpoczęła się w 1974, a zakończyła się w 1988 r.
Tramwaje tego typu są użytkowane w Petersburgu.

## Dane techniczne
LM-68M jest tramwajem szerokotorowym na tor 1524 mm, czteroosiowym, z wysoką podłogą. W porównaniu z poprzednikiem, LM-68, posiada ion wzmocnioną ramę i usunięte okienka na dachu. LM-68M ma 35 miejsc siedzących, zaś pojemność maksymalną określono na 206 osób. Wymiary: 15000 mm długości, 2550 mm szerokości i 3170 mm wysokości. Masa wynosi 19,5 ton. Tramwaj może być użytkowany w trakcji wielokrotnej.

## Modyfikacje

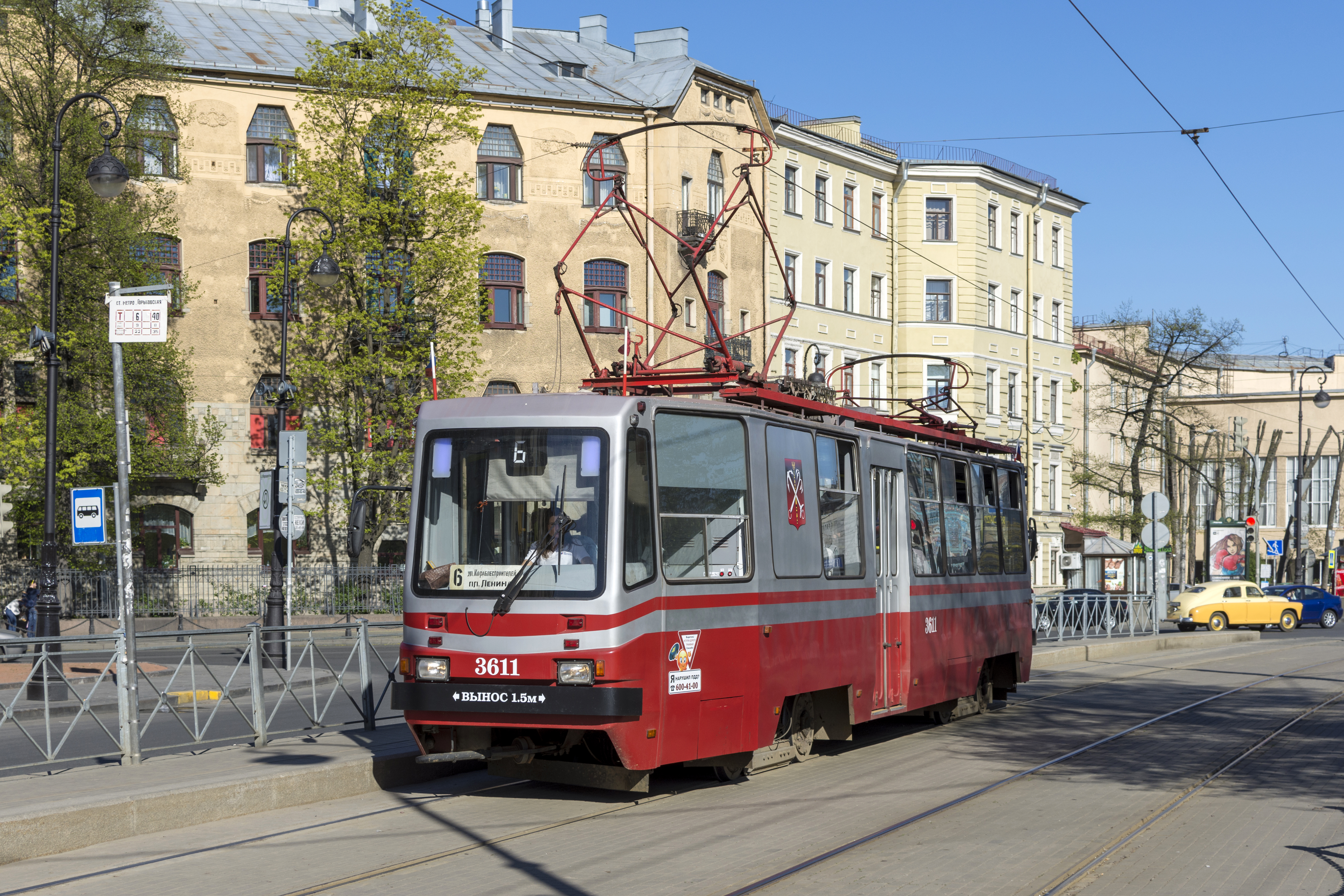
71-88G w Sankt Petersburgu

71-881 – dwukierunkowa, dwukabinowa wersja LM-68M. Używana w Petersburgu oraz na linii dowożącej do elektrowni wodnej w Czeriomuszkach.